# Ahmed Ayoub Hafnaoui
Ahmed Ayoub Hafnaoui (n. 4 decembrie 2002, Metlaoui⁠(d), Guvernoratul Gafsa, Tunisia) este un înotător tunisian, medaliat olimpic. A participat la o ediție a Jocurilor Olimpice (2020) în care a câștigat o medalie de aur.